# Umm-Kulthum bint Muhàmmad
|  | Aquest article tracta sobre una filla del profeta Mahoma. Vegeu-ne altres significats a «Umm-Kulthum». |

Umm-Kulthum bint Muhàmmad (àrab: أم كلثوم بنت محمد, Umm Kulṯūm bint Muḥammad) va ser la tercera filla dels quatre fills de Mahoma i Khadija bint Khuwàylid, i va morir abans que el seu pare. El califa Uthman ibn Affan va ser successivament espòs i vidu de la seva germana Ruqayya bint Muhàmmad i d'ella. Va morir el 630 sense haver tingut fills.